# El príncipe Lestat y los reinos de la Atlántida
El príncipe Lestat y los reinos de la Atlántida es una novela de terror de la escritora estadounidense Anne Rice, el duodécimo volumen de su serie de las Crónicas vampíricas, publicada el 29 de noviembre de 2016. La narrativa alterna la primera y la tercera persona.

## Resumen de la trama
"En mis sueños, vi una ciudad caer al mar. Oí los gritos de miles", escribe Rice, cuando Lestat de Lioncourt ve visiones de una ciudad en ruinas mientras duerme. Él y Amel, un espíritu con el que Lestat se ha vinculado en los acontecimientos de la novela anterior, buscan el significado detrás de estas visiones de la Atlántida, y lo que significa en el mundo de los vampiros.
La novela presenta una larga procesión de bebedores de sangre de aventuras anteriores, ya que forman un frente común contra un posible adversario en forma de seres replimoides creados hace muchos milenios para un propósito concreto: la destrucción de la Atlántida y su gobernante todopoderoso – Amel.